# ONE Pro Cycling/Saison 2016
Dieser Artikel listet Erfolge und Fahrer des Radsportteams ONE Pro Cycling in der Saison 2016 auf.

## Erfolge in der UCI Europe Tour
In den Rennen der Saison 2016 der UCI Europe Tour gelangen die nachstehenden Erfolge.
| Datum          | Rennen                                     | Kat. | Sieger           |
| -------------- | ------------------------------------------ | ---- | ---------------- |
| 17. April      | Tro Bro Leon                               | 1.1  | Martin Mortensen |
| 18. Mai        | 1. Etappe Tour of Norway                   | 2.HC | Steele Von Hoff  |
| 19. Juni       | Beaumont Trophy                            | 1.2  | Dion Smith       |
| 7. Juli        | 1. Etappe Sibiu Cycling Tour               | 2.1  | Steele Von Hoff  |
| 27. August     | 1. Etappe Ronde van Midden-Nederland (MZF) | 2.2  | ONE Pro Cycling  |
| 28. August     | 2. Etappe Ronde van Midden-Nederland       | 2.2  | Chris Opie       |
| 27.–28. August | Gesamtwertung Ronde van Midden-Nederland   | 2.2  | Chris Opie       |

## Erfolge in der UCI Oceania Tour
In den Rennen der Saison 2016 der UCI Oceania Tour gelangen die nachstehenden Erfolge.
| Datum      | Rennen                              | Kat. | Sieger         |
| ---------- | ----------------------------------- | ---- | -------------- |
| 22. Januar | 3. Etappe New Zealand Cycle Classic | 2.2  | Kristian House |

## Erfolge in der UCI Asia Tour
In den Rennen der Saison 2016 der UCI Asia Tour gelangen die nachstehenden Erfolge.
| Datum    | Rennen                  | Kat. | Sieger           |
| -------- | ----------------------- | ---- | ---------------- |
| 6. Juni  | 2. Etappe Tour de Korea | 2.1  | Chris Opie       |
| 7. Juni  | 3. Etappe Tour de Korea | 2.1  | Karol Domagalski |
| 9. Juni  | 5. Etappe Tour de Korea | 2.1  | Karol Domagalski |
| 11. Juni | 7. Etappe Tour de Korea | 2.1  | Kristian House   |

## Erfolge bei den Nationalen Straßen-Radsportmeisterschaften
In den Rennen zu den Nationalen Straßen-Radsportmeisterschaften 2016 gelangen die nachstehenden Erfolge.
| Datum     | Rennen                                                 | Sieger           |
| --------- | ------------------------------------------------------ | ---------------- |
| 8. Januar | Neuseeländische Meisterschaft – Einzelzeitfahren (U23) | Hayden McCormick |

## Zugänge – Abgänge
| Zugänge          | Team 2015                   | Abgänge          | Team 2016              |
| ---------------- | --------------------------- | ---------------- | ---------------------- |
| Dion Smith       | Hincapie Racing Team        | Dexter Gardias   | Pedal Heaven Race Team |
| Sebastian Lander | Team TreFor-Blue Water      | Marc Hester      |                        |
| James Oram       | Axeon                       | Johnathan Bellis | Laufbahn beendet       |
| Kristian House   | Rapha Condor JLT            | George Atkins    | JLT Condor             |
| Matthew Goss     | MTN-Qhubeka                 | Jon Mould        | JLT Condor             |
| Hayden McCormick | Neoprofi                    |                  |                        |
| Martin Mortensen | Cult Energy Pro Cycling     |                  |                        |
| Glenn O’Shea     | Team Budget Forklifts       |                  |                        |
| Richard Handley  | Rapha Condor JLT            |                  |                        |
| John Ebsen       | Androni Giocattoli-Sidermec |                  |                        |
| Steele Von Hoff  | NFTO                        |                  |                        |
| Karol Domagalski | Team Raleigh-GAC            |                  |                        |

## Mannschaft
| Teamkader 2016                            | Teamkader 2016    | Teamkader 2016         | Teamkader 2016                     |
| Name                                      | Geburtsdatum      | Land                   | Vorheriges Team                    |
| ----------------------------------------- | ----------------- | ---------------------- | ---------------------------------- |
| Yanto Barker                              | 6. Januar 1980    | Vereinigtes Königreich | Team Raleigh-GAC (2014)            |
| Tom Baylis                                | 3. Januar 1996    | Vereinigtes Königreich |                                    |
| Marcin Białobłocki                        | 2. September 1983 | Polen                  | Giordana Racing (2014)             |
| Karol Domagalski                          | 9. August 1989    | Polen                  | Team Raleigh GAC (2015)            |
| John Bohn Ebsen                           | 15. November 1988 | Dänemark               | Androni Giocattoli-Sidermec (2015) |
| Matthew Goss                              | 5. November 1986  | Australien             | MTN-Qhubeka (2015)                 |
| Richard Handley                           | 1. September 1990 | Vereinigtes Königreich | JLT Condor (2015)                  |
| George Harper                             | 10. Juli 1992     | Vereinigtes Königreich | Giordana Racing (2014)             |
| Kristian House                            | 6. Oktober 1979   | Vereinigtes Königreich | JLT Condor (2015)                  |
| Joshua Hunt                               | 3. April 1991     | Vereinigtes Königreich | NFTO (2014)                        |
| Sebastian Lander                          | 11. März 1991     | Dänemark               | Trefor-Blue Water (2015)           |
| Hayden McCormick                          | 1. Januar 1994    | Neuseeland             | Lotto-Soudal U23 (2015)            |
| Martin Mortensen                          | 5. November 1984  | Dänemark               | Cult Energy (2015)                 |
| Glenn O’Shea                              | 1. Juni 1989      | Australien             | Budget Forklifts (2015)            |
| Chris Opie                                | 22. Juli 1987     | Vereinigtes Königreich | Rapha Condor JLT (2014)            |
| James Oram                                | 7. Juni 1993      | Neuseeland             | Axeon (2015)                       |
| Dion Smith                                | 3. März 1993      | Neuseeland             | Hincapie Racing (2015)             |
| Steele Von Hoff                           | 31. Dezember 1987 | Australien             | NFTO (2015)                        |
| Peter Williams                            | 13. Dezember 1986 | Vereinigtes Königreich | IG-Sigma Sport (2013)              |
| Samuel Williams                           | 18. März 1994     | Vereinigtes Königreich | NFTO (2014)                        |
|                                           |                   |                        |                                    |
| Quellen: ProCyclingStats Cycling Archives |                   |                        |                                    |